# Jacinta Ortiz Mesa
Jacinta Ortiz Mesa (Huétor Tájar, Granada, 1939) es una campesina y poeta española.

## Biografía
Jacinta Ortiz Mesa, conocida como 'La Tilli', sintió afición desde edad temprana por las palabras y las rimas. Cuando trabajaba sola en el campo, componía sus poemas y los memorizaba porque, debido al machismo de la época, no pudo aprender a leer ni a escribir. En la Escuela de Adultos de su municipio, aprendió a leer y a escribir. Ya jubilada y septuagenaria, contrató a una maestra y le dictó sus poemas, que la editorial Dauro publicó.
En su primer libro La campesina cuenta cómo su madre la trajo al mundo sin la ayuda de nadie y cómo dedicó casi toda su vida a cultivar la tierra, criar ganado y cuidar de cinco hijos. En su segundo libro La campesina y el marqués narra cómo se enamoró de un señor marqués, a quien conoció de casualidad y de quién sufrió un gran desengaño amoroso. En el año 2020 publicó Cuentos y fábulas una colección de 38 cuentos que ha regalado a todos los centros educativos del municipio para que las niñas y niños puedan leerlos en clase.
Tuvo cinco hijos y quedó viuda a los 31 años.

## Obras
- La campesina (Editorial Dauro, 2013).[6]
- La campesina y el marqués (Editorial Dauro, 2017).[7]
- Cuentos y fábulas (Editorial Dauro, 2020).[5]

## Premios y reconocimientos
- 2018 La biblioteca del colegio Padre Manjón, en Huétor Tájar se llama 'Bibliotilli'.[8][9]
- Una calle de su pueblo Huétor Tájar lleva su nombre.[1]